# Assemblée législative du Nouveau-Brunswick
Pour les articles homonymes, voir Assemblée législative.
61e législature du Nouveau-Brunswick
Édifice de l'Assemblée législative
L'Assemblée législative du Nouveau-Brunswick (en anglais : Legislative Assembly of New Brunswick) est l'unique chambre de la législature de la province canadienne du Nouveau-Brunswick qu'elle forme avec le lieutenant-gouverneur, représentant du souverain dans la province.
Trois partis politiques y sont actuellement représentés : le Parti libéral du Nouveau-Brunswick (31 députés), qui forme un gouvernement majoritaire, le Parti progressiste-conservateur du Nouveau-Brunswick (16 députés), qui forme l'opposition officielle et le Parti vert du Nouveau-Brunswick (2 députés). La dernière élection a eu lieu le 21 octobre 2024.

## Histoire
La première chambre se réunit le 3 janvier 1786 à Saint-Jean et est ajournée le 15 mars après qu'une soixantaine de lois ont été votées. Cette chambre était composée de 26 députés selon la répartition suivante :
- comté de Saint-Jean : 6
- comté de Westmorland : 4
- comté de Charlotte : 4
- comté de York :  4
- comté de Kings : 2
- comté de Queens : 2
- comté de Sunbury : 2
- comté de Northumberland : 2

## Système électoral
L'Assemblée législative est composée de 49 sièges pourvus au scrutin uninominal majoritaire à un tour dans autant de circonscriptions électorales.

## Composition actuelle
| Parti politique          | Parti politique           | Députés |
| ------------------------ | ------------------------- | ------- |
|                          | Libéral                   | 31      |
|                          | Progressiste-conservateur | 16      |
|                          | Vert                      | 2       |
|                          | Sièges vacants            | 0       |
| Total                    | Total                     | 49      |
| Majorité gouvernementale | Majorité gouvernementale  | 25      |

### Attribution des sièges
Attribution des sièges au 19 novembre 2024 :
|        | Weir       | Conroy     | Oliver    | S. Wilson     | Cullins  | Bockus      | Lee        | Dawson    | Mitton |
|        | Hogan      | Johnson    | Savoie    | Scott-Wallace | Austin   | Monahan     | Mitton     | M. Wilson | Coon   |
|        |            |            |           |               |          |             |            |           |        |
| Landry |            |            |           |               |          |             |            |           |        |
|        |            |            |           |               |          |             |            |           |        |
|        | Gauvin     | M. LeBlanc | Holt      | Legacy        | Johnson  | Dornan      | Miles      | LePage    |        |
|        | D'Amours   | McKee      | Thériault | C. Chiasson   | Boudreau | K. Chiasson | Finnigan   | Herron    |        |
|        | Hickey     | Randall    | Kennedy   | Townsend      | Wilcott  | Mallet      | Arseneault | Bourque   |        |
|        | J. LeBlanc | Doucet     | Vautour   | Sodhi         | Johnston | Robichaud   |            |           |        |